# Axé
Axé (Aussprache aˈʃɛ) ist eine brasilianische Musikrichtung, die in den 1980er Jahren in Salvador da Bahia im Nordosten Brasiliens entstand und heute im ganzen Land verbreitet ist.

## Name
Ursprünglich ist Axé eine rituelle, religiöse Begrüßung, die im Candomblé und Umbanda verwendet wird und vom Yoruba-Wort axé (auch ashé) stammt, das „positive Energie“ bedeutet. Das Wort Axé ist darüber hinaus als Bezeichnung für einen Candomblé-Tempel gebräuchlich.

## Musik
Zunächst galt Axé als abwertende Bezeichnung für die lautstarke Musik des bahianischen Karnevals. Nachdem Daniela Mercury mit ihrem Album Canto da Cidade im Jahr 1992 brasilienweit bekannt wurde, bürgerte sich die Bezeichnung Axé als Oberbegriff für die Musik aus Salvador ein.
Die Musikindustrie produzierte während der 1990er Jahre laufend neue Axé-Titel. Durch die Axé-Welle, die im Jahr 1998 ihren Höhepunkt erreichte, wurden viele Axé-Bands in ganz Brasilien populär.

### Axé-Bands
- Ara Ketu
- Asa de Águia
- Babado Novo
- Banda Beijo
- Banda Cheiro de Amor
- Banda Eva
- Bragadá
- Chiclete com Banana
- Companhia do Pagode
- Gang do Samba
- Rapazolla
- Terra Samba

### Axé-Sänger
- Daniela Mercury
- Ivete Sangalo
- Margareth Menezes
- Claudia Leitte